# Mukremin Jasar
Mukremin Yasar (født 29. april 1967) er en tidligere dansk professionel fodboldspiller, hvis primære position på banen var som angriber, og tidligere fodboldtræner. Hans sidste spillerkontrakt var hos serieklubben Fodboldklubben Prespa, hvor han senere fungerede som spillende træner indtil år 2000.
Angriberen med de makedonske rødder debuterede som senior for Boldklubben Fremad Amagers førstehold i slutningen af 1980'erne og opnåede at blive topscorer i 2. division 1989 (daværende næstbedste række) med 15 mål inden han forlod klubben for at fortsætte fodboldtilværelsen i Nordsjælland hos Helsingør IF. Han fortsatte sin gode scoringsstatistik i sin nye klub og det efterfølgende år blev Valby den nye klubadresse, hvor han fik sin debut i Superligaen for Boldklubben Frem. Sidenhen optrådte han i Superligaen for Fremad Amager og kortvarigt hos FC København, hvor han dog ikke nåede at score nogen mål. Derefter blev det til ophold hos naboerne fra B.93 og senere akademikerne med træner Christian Andersen ved roret. Her demonstrerede han endnu engang sin målfarlighed før han i marts 1998 vendte tilbage til sin gamle klub Fremad Amager for et kort gensyn.
Efter nogle seriøse overvejelser omkring et karrierestop, valgte han dog at skifte til Danmarks bedstplacerede indvandrerklub, Fodboldklubben Prespa, som han senere også blev spillende træner for. I 2000 valgte han at stoppe både spiller- og trænerkarrieren.

## Spillerkarriere
- 198x-1990: Boldklubben Fremad Amager, 2. division (daværende næstbedste række)
- 1991-1991: Helsingør IF, 26 kampe og 12 mål, 1. division
- 1992-1993: Boldklubben Frem, 25 kampe og 7 mål, Superligaen og Kvalifikationsligaen (forår 1993)
- 1993-1994: Boldklubben Fremad Amager, 18 kampe og 5 mål, 1. division (efterår 1993), Kvalifikationsligaen (forår 1994), Superligaen (efterår 1994)
- 1995-1995: FC København, 7 kampe og 0 mål, Superligaen
- 1996-1996: B.93, 16 mål, 1. division
- 1996-1998: Akademisk Boldklub, 24 kampe og 5 mål
- 1998-1998: Boldklubben Fremad Amager, 1. division
- 1998-2000: Fodboldklubben Prespa

## Trænerkarriere
- 1999-2000: Fodboldklubben Prespa (Spillende træner)